# 昭和天皇の戦後巡幸
昭和天皇の戦後巡幸（しょうわてんのうのせんごじゅんこう）は、戦後（第二次世界大戦における日本の降伏後）の混乱期と復興期に当たる1946年（昭和21年）2月から1954年（昭和29年）8月までの間に、第124代天皇の昭和天皇が行幸して各地を巡った（巡幸）ことである。

## 概要
第二次世界大戦の終結後、1945年（昭和20年）11月12日、伊勢神宮及び山陵に戦争終熄の御奉告のため、同月11月15日までの日程で三重県、奈良県、京都府に行幸した。天皇は、後日、この行幸に際して国民との近接を図り得たと感じたため、国民と皇室との親しき結びつきについても効果を望む旨を述べている。その後、昭和天皇自身の発案により、1946年（昭和21年）2月から1954年（昭和29年）8月まで、8年半をかけて全国各地（米国統治下の沖縄を除く、全46都道府県）を行幸した。
当初は日帰り又は短い旅程であったが、次第に10日 - 数週間に及ぶ長い旅程のものに変化した。行幸は天皇単独で行われることが多く、香淳皇后が同伴したのは1947年（昭和22年）の栃木県行幸、1954年（昭和29年）の北海道行幸の際の2回のみである（静岡県へは同一旅程であるが、皇后単独で沼津市に行啓）。
長期間に及ぶ場合には適宜、休養日が設定されたが、1947年（昭和22年）の東北行幸の例では、前日に行幸先に加えた病院を慰問に訪れたり、地域の篤農家から農林業に関する知識について奏上を受けるなど休養とは名ばかりの状態となっていた。また、8月15日の終戦記念日など節目の日にも行幸は続けられた。
行幸先各地では、奉迎場（学校・公営グラウンド・駅前など大勢が集える広場）や特産品天覧会場が準備された。行在所（宿泊先）も、各地の公的機関や旧家の邸宅のみならず、保養地の温泉旅館・ホテル等も選ばれている。
1946年（昭和21年）11月13日、終戦連絡中央事務局は連合国軍最高司令官総司令部に対し、巡幸時の国旗掲揚の可否を照会したが「好ましいものではない」との回答を受けた。1949年（昭和24年）1月1日、国旗掲揚が許可されるようになった。
現地で説明をした市民に対して昭和天皇が連発した「あ、そう」は当時流行語になった。

## 出来事

### 1947年（昭和22年）
9月21日、カスリーン台風により甚大な被害に遭った埼玉県に行幸したが、「現地の人々に迷惑をかけてはならない」との意向から「お忍び」で現地を視察、避難所を訪れて激励を行った。

#### 近畿行幸
行く先々に、多くの市民が詰めかけた。京都駅前では、御料車が約1万5000人の市民に取り囲まれて動けなくなったほか、大阪府庁前には約4万人の市民が押し寄せたため、警備していたアメリカ軍憲兵隊が空砲を打つ事態も生じた。
行幸後、今後の地方行幸先の元国幣社ならびに戦災を受けた元官幣社に対して幣饌料を奉納することが決められた。

#### 東北行幸
行幸直前の1947年（昭和22年）8月1日、東北地方に集中豪雨があり、河川の氾濫など被害が多数発生。各地で水害からの復旧、救助作業に従事した者への慰労や激励も行われた。

#### 中国行幸
11月から12月にかけて鳥取県、島根県、山口県、広島県、岡山県を行幸。連合国最高司令部の意向により、この行幸から供奉員を大幅に削減。食事や宿泊料の官給も取りやめとなった。また、原子爆弾の被災地である広島市の視察が組み込まれたことから、外国通信記者十数名も同行。12月1日に頃から風邪を患い、12月2日の午前中を休養に充てるなどスケジュールの変更が行われた。

### 1949年（昭和24年）

#### 九州行幸
1949年（昭和24年）4月1日、九州行幸に先立ち、内閣は行幸に関する御趣旨を通達。地方への行幸は国民のありのままの姿に接せられることを本旨とするので、諸事簡素を第一にお迎えすること、行幸のために特に工事営繕は行わないこと、自治体は行幸に関する経費を原則として計上しないこと、御泊所となる一般旅館において調度・設備等の新調は差し控え、御食事は各地方において容易に調整しうる簡素なものにすること、随従者は必要不可欠の範囲とすること、献上は差し控えること、警衛は国民との節度のある円滑な接触に意を用いて行う事などが示された。

### 1950年（昭和24年）

#### 四国・淡路島行幸
市町村や郡単位による奉迎の形式が固まった巡幸となった。天皇は行幸先に到着すると、議員や地域の功労者に会釈を行い、首長から戦災などからの復興状況を尋ねた後に奉迎場に向かう。奉迎場の動線上には引揚者、遺家族、留守遺族、傷病者が出迎え、会釈をしながら奉迎台に臨む。奉迎者による君が代の合唱、次いで首長の発声よる奉迎者全員の万歳三唱を受けるといったもの。1箇所あたりの奉迎の時間は短くなったが、多いときには1日あたり8市町村をまわるといった強行スケジュールとなったため、3月28日には体調を崩して日程を1日ずつ順延することもあった。戦後間もない時期であり、瀬戸内海にはアメリカ軍の機雷が残存していたため、御召船の航路上では、事前に海上保安庁による掃海作業が行われた。

### 1951年（昭和26年）

#### 近畿行幸
同年5月17日に皇太后（貞明皇后）が崩御し、昭和天皇は1年間の服喪中であったが、近畿行幸の間は除喪されることとなった。

## 日程・行幸先

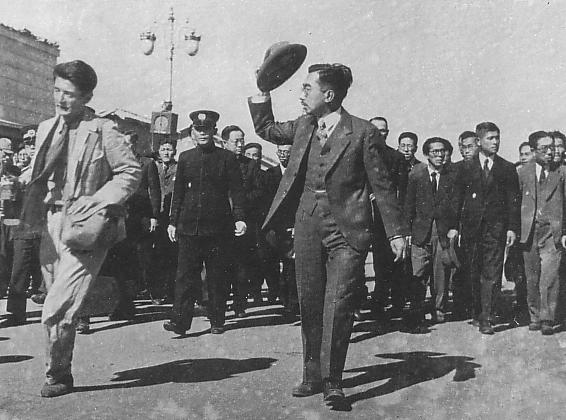
1946年10月、大垣市行幸時

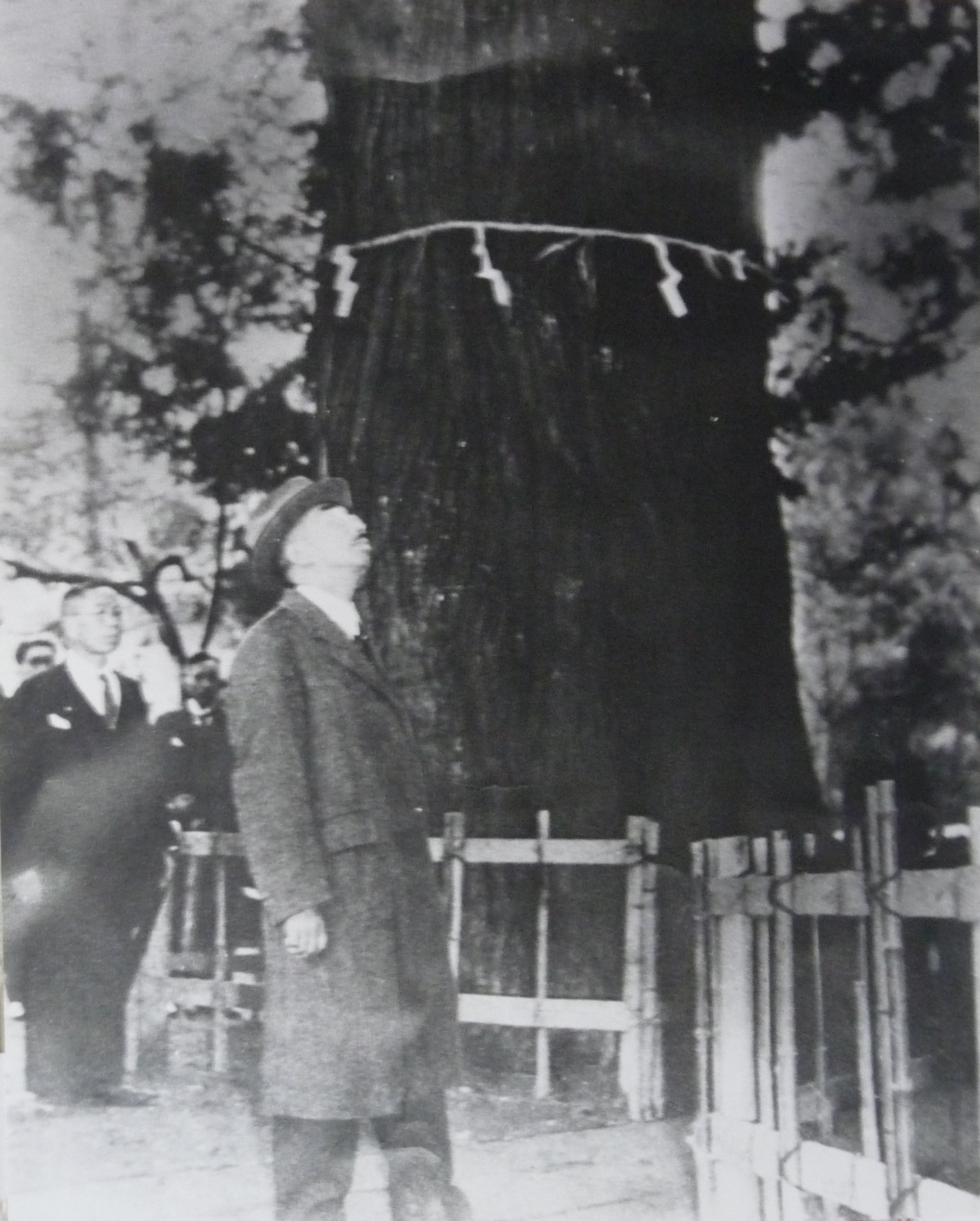
1947年10月、石川県行幸時に栢野大杉を見上げる

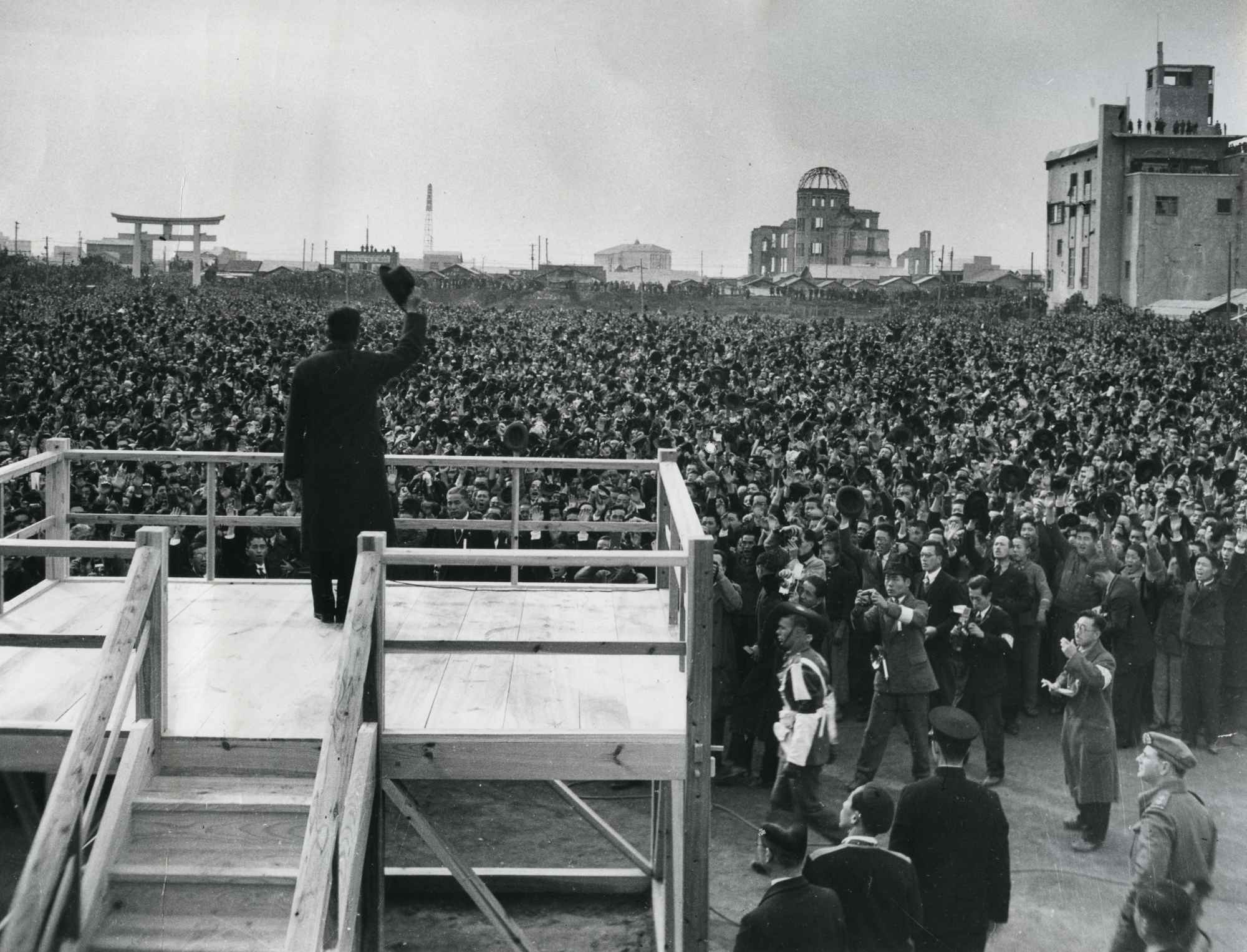
1947年12月、広島市民奉迎場にて

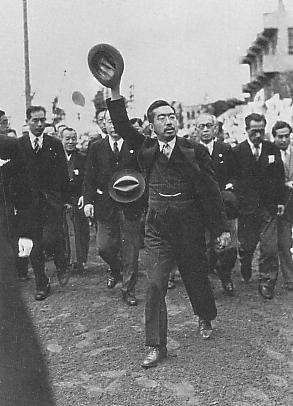
1949年5月、久留米市行幸時

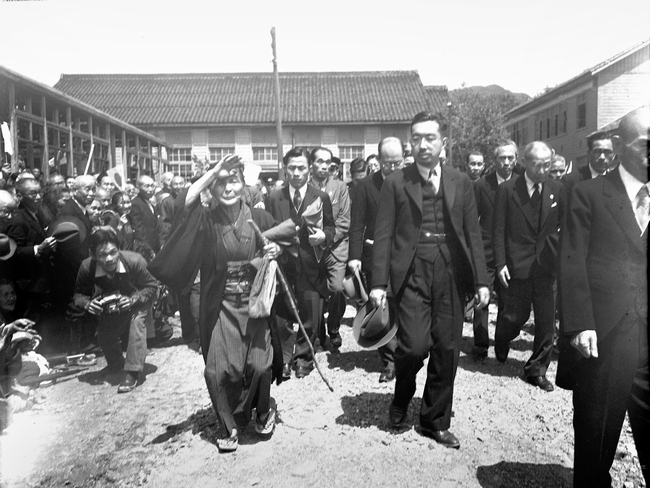
1949年5月、庄内村行幸時に天皇に気付かず、探す女性

※各都道府県内の地名（市町村名又は名所旧跡、駅名）は、全て当時のもの。奉迎場は自治体名を冠した場合のみ記載。
| 1946年（昭和21年） | 日付                | 主な行幸先 | 備考 | 出典                        |
| ------------------ | ------------------- | --- | --- | --------------------------- |
| 神奈川県           | 2月19日 - 20日      | 19日：川崎市、横浜市（鶴見、横浜） 20日：横須賀市 | 両日とも日帰り | [ 20 ] [ 21 ]               |
| 東京都             | 2月28日 - 3月1日    | 28日：東京都下各所 1日：東京都下各所（東浅川駅） | 両日とも日帰り | [ 22 ] [ 23 ]               |
| 群馬県             | 3月25日             | 群馬県下（高崎駅→前橋駅） | | [ 24 ]                      |
| 埼玉県             | 3月28日             | 埼玉県下（熊谷駅） | | [ 25 ]                      |
| 千葉県             | 6月6日 - 7日        | 千葉県下 | | [ 26 ] [ 27 ]               |
| 静岡県             | 6月17日 - 18日      | 静岡県下 | 香淳皇后同行（行啓：沼津市）                                                                                        | [ 28 ] [ 29 ]               |
| 愛知県             | 10月21日 - 23日     | 21日：豊橋市、岡崎市、碧海郡矢作町 22日：安城市、名古屋市 23日：稲沢町、一宮市 | | [ 30 ] [ 31 ] [ 32 ] [ 33 ] |
| 岐阜県             | 10月24日 - 26日     | 24日：多治見市、岐阜市 25日：岐阜市、大垣市 26日：安八郡福束村 | | [ 30 ] [ 34 ] [ 35 ] [ 36 ] |
| 茨城県             | 11月18日 - 19日     | 18日：日立市、水戸市 19日：水戸市、新治郡石岡町・新治村、土浦市 | | [ 37 ] [ 38 ] [ 39 ]        |
| 1947年（昭和22年） | 日付                | 主な行幸先 | 備考 | 出典                        |
| 京都府・大阪府     | 6月4日 - 7日        | 4日：京都駅→京都大宮御所 5日：京都市（左京区）、大阪市（西区） 6日：吹田市、大阪市（北区、大阪港） 7日：大阪市（今宮）、堺市、泉北郡忠岡町 | 4日は移動、宿泊のみ 期間中、大宮御所泊                                                                              | [ 40 ] [ 41 ]               |
| 和歌山県           | 6月7日 - 9日        | 7日：和歌山市 8日：和歌山市、海南市、田辺市、西牟婁郡新庄村 9日：和歌山市 | 9～10日は大宮御所泊 10日は行幸なし                                                                                  | [ 40 ] [ 41 ]               |
| 兵庫県             | 6月11日 - 13日      | 11日：神戸市 12日：西宮市、尼崎市 13日：神戸市、姫路市 | 13日は大宮御所泊 | [ 40 ] [ 42 ]               |
| 京都府・大阪府     | 6月14 - 15日        | 14日：奉迎京都府民大会場、桃山陵墓地・伏見桃山東陵、大阪市（北区） | 15日は移動のみ | [ 40 ] [ 42 ]               |
| 福島県             | 8月5日              | 湯本駅→平駅 | | [ 43 ] [ 44 ]               |
| 宮城県             | 8月5日 - 7日        | 5日：仙台駅→行在所 6日：仙台市、塩竈市、宮城郡松島町、牡鹿郡女川町 7日：志田郡古川町・荒雄村、栗原郡築館町 | 5日は移動、宿泊のみ                                                                                                 | [ 43 ] [ 44 ]               |
| 岩手県             | 8月7日 - 10日       | 7日：花巻町、盛岡市 8日：宮古市、釜石市、盛岡市 10日：盛岡市、二戸郡一戸町 | 9日は行幸なし | [ 43 ] [ 44 ]               |
| 青森県             | 8月10日 - 12日      | 10日：三戸郡上長苗代村・館村 11日：青森市、浪岡町、弘前市 12日：弘前市 | | [ 43 ] [ 44 ] [ 45 ]        |
| 秋田県             | 8月12日 - 14日      | 12日：北秋田郡沢口村・鷹巣町、南秋田郡飯田川村、秋田市 14日：秋田市、雄勝郡山田村 | 13日は行幸なし | [ 44 ] [ 45 ]               |
| 山形県             | 8月15日 - 17日      | 15日：飽海郡上田村、酒田市、西田川郡大泉村、鶴岡市、東田川郡広瀬村 16日：新庄市、最上郡萩野村、南村山郡上山町 17日：米沢市 | | [ 43 ] [ 46 ]               |
| 福島県             | 8月17日 - 19日      | 17日：福島市、伊達郡伏黒村・桑折町、信夫郡飯坂町 18日：耶麻郡喜多方町、若松市、耶麻郡翁島村 19日：安積郡丸守村、郡山市 | 18日の行在所は、天皇が新婚時代に宿泊した高松宮翁島別邸 19日に皇后が静養中の那須御用邸（栃木県）へ移動し、同地に滞在 | [ 43 ] [ 46 ]               |
| 栃木県             | 9月4日 - 6日        | 4日：宇都宮市、上都賀郡鹿沼町 5日：下都賀郡石橋町、栃木市民奉迎場、安蘇郡葛生町、佐野市民奉迎場、足利市、下都賀郡小山町民奉迎場 6日：芳賀郡真岡町民奉迎場、同郡益子町、上都賀郡日光町 | 香淳皇后同伴 那須滞在中のため、すべて日帰り                                                                         | [ 47 ] [ 48 ]               |
| 長野県             | 10月7日             | 北佐久郡軽井沢町民奉迎場 | | [ 49 ] [ 50 ]               |
| 新潟県             | 10月8日 - 12日      | 8日：新潟市民奉迎場 9日：柏崎市、新潟市（亀田郷）、岩船郡村上町民奉迎場、同郡神納村・西神納村、北蒲原郡加治村、新発田市民奉迎場 10日：三条市民奉迎場、長岡市民奉迎場、柏崎市民奉迎場 12日：中頸城郡直江津町、高田市民奉迎場 | | [ 49 ] [ 50 ]               |
| 長野県             | 10月12日 - 14日     | 12日：上田市民奉迎場、埴科郡屋代町民奉迎場、更級郡篠ノ井町 13日：長野市民奉迎場、南安曇郡豊科町、松本市 14日：東筑摩郡塩尻町、諏訪市民奉迎場 | | [ 49 ] [ 50 ]               |
| 山梨県             | 10月14日 - 15日     | 14日：巨摩郡民奉迎場、中巨摩郡玉幡村、甲府市 15日：甲府市、東山梨郡日川村、東八代郡祝村、東八代郡民奉迎場、同郡黒駒村、北都留郡民奉迎場 | 当初9月に予定も、延期                                                                                               | [ 49 ] [ 50 ]               |
| 福井県             | 10月23日 - 27日     | 24日：敦賀市、遠敷郡小浜町、武生市 25日：今立郡鯖江町奉迎場、福井市、大野郡、吉田郡 26日：福井市 | 23日は移動のみ | [ 52 ] [ 53 ]               |
| 石川県             | 10月28日 - 30日     | 26日：江沼郡大聖寺町 28日：小松市、石川郡松任町、金沢市、七尾市 29日：金沢市 30日：金沢市 | 27日は行幸なし 30日は金沢市で第2回国体開会式に出席                                                                  | [ 52 ] [ 53 ]               |
| 富山県             | 10月30日 - 11月1日  | 30日：高岡市、富山市 1日：西礪波郡吉江村、城端駅、氷見郡氷見町、高岡市（伏木港） | | [ 52 ] [ 53 ]               |
| （岐阜県）         | 11月2日             | 高山市 | 北陸行幸からの復路                                                                                                  | [ 52 ] [ 53 ]               |
| （京都府）         | 11月26日            | | 移動のみ、京都大宮御所泊                                                                                            | [ 54 ]                      |
| 鳥取県             | 11月27日 - 11月28日 | 27日：鳥取市、東伯郡三朝村 28日：東伯郡旭村、倉吉町奉迎場、西伯郡逢坂村、米子市奉迎場 29日：米子市 | | [ 55 ] [ 54 ]               |
| 島根県             | 11月28日 - 5日      | 29日：松江市 30日：松江市、簸川郡伊波野村、出雲市、那賀郡江津町、浜田市 1日：浜田市、美濃郡益田町、邇摩郡大森町 | 29日は出雲大社訪問を含む                                                                                            | [ 55 ] [ 54 ]               |
| 山口県             | 12月1日 - 5日       | 1日：萩市 2日：萩市、下関市 3日：下関市（下関港、長府）、小野田市、宇部市、防府市 4日：防府市、吉敷郡仁保村、山口市 5日：徳山市、岩国市 | | [ 55 ] [ 54 ]               |
| 広島県             | 12月5日 - 8日       | 5日：佐伯郡大竹町、廿日市（厳島） 7日：広島市民奉迎場、呉市、三原市 8日：三原市、尾道市、御調郡向島西村、福山市 | 6日は行幸なし | [ 55 ] [ 54 ]               |
| 岡山県             | 12月9日 - 11日      | 9日：倉敷市 10日：児島郡興除村、岡山市奉迎場、和気郡片上町、倉敷市 11日：阿哲郡新見町、津山市 | | [ 55 ] [ 54 ]               |
| 1949年（昭和24年） | 日付                | 主な行幸先 | 備考 | 出典                        |
| （京都府）         | 5月17日             | | 移動のみ、京都大宮御所泊                                                                                            | [ 56 ]                      |
| 福岡県             | 5月18日 - 21日      | 19日：小倉市、門司市、戸畑市、八幡市、若松市 20日：八幡市、直方市、田川市、嘉穂郡庄内村・二瀬町、二日市町 21日：筑紫郡水城村、糟屋郡和白村、福岡市、二日市町 | 18日は移動のみ | [ 57 ] [ 56 ]               |
| 佐賀県             | 5月22日 - 24日      | 22日：佐賀市民奉迎場、三養基郡基山町 23日：佐賀市、小城町、杵島郡中通村、藤津郡嬉野町、西松浦郡有田町 24日：唐津市民奉迎場 | | [ 57 ] [ 56 ]               |
| 長崎県             | 5月24日 - 27日      | 24日：佐世保市奉迎場 25日：佐世保市、東彼杵郡川棚町奉迎場、大村市奉迎場、島原市奉迎場、南高来郡小浜町 27日：小浜町、諫早市奉迎場、長崎市奉迎場 | 26日は行幸なし |                             |
| 福岡県             | 5月28日 - 5月29日   | 28日：久留米市 29日：大牟田市 | | [ 57 ] [ 56 ]               |
| 熊本県             | 5月29日 - 6月1日    | 29日：熊本市民奉迎場、宇土郡三角町、天草郡本渡町 30日：本渡町、八代市民奉迎場 1日：八代市、水俣市 | | [ 57 ] [ 56 ]               |
| 鹿児島県           | 6月1日 - 4日        | 1日：川内市 3日：鹿児島市民奉迎場、肝属郡垂水町、鹿屋市奉迎場 4日：曽於郡有明町・志布志町・末吉町、都城市民奉迎場 | 2日は行幸なし | [ 57 ] [ 56 ]               |
| 宮崎県             | 6月6日 - 7日        | 6日：宮崎市（宮崎県民奉迎場）、宮崎郡住吉村、児湯郡高鍋町民奉迎場、同郡川南町、延岡市 7日：延岡市民奉迎場、臼杵郡門川町、東臼杵郡富島町 | 4日夜に宮崎市着、5日は行幸なし                                                                                      |                             |
| 大分県             | 6月7日 - 10日       | 7日：北海部郡佐賀関町 8日：大分市（大分県民奉迎場）、別府市民奉迎場 9日：中津市民奉迎場、下毛郡耶馬溪村（同郡民奉迎場）・三郷村、日田市民奉迎場 10日：玖珠郡北山田村・森町（同郡民奉迎場） | | [ 57 ] [ 56 ]               |
| 福岡県             | 6月10日             | 築上郡宇島町・八屋町、京都郡行橋町（同郡民奉迎場） | | [ 57 ] [ 56 ]               |
| （京都府）         | 6月11日             | | 移動のみ、京都大宮御所泊                                                                                            | [ 58 ]                      |
| 1950年（昭和25年） | 日付                | 主な行幸先 | 備考 | 出典                        |
| （京都府）         | 3月12日             | | 移動のみ、京都大宮御所泊                                                                                            | [ 59 ]                      |
| 香川県             | 3月13日 - 17日      | 13日：高松市奉迎場 14日：高松市、香川郡一宮村奉迎場、大川郡長尾町奉迎場、同郡津田町奉迎場 15日：小豆郡土庄町奉迎場、綾歌郡端岡村・滝宮村、仲多度郡琴平町 16日：坂出市奉迎場、丸亀市奉迎場、仲多度郡多度津町奉迎場、同郡善通寺町奉迎場、三豊郡笠田村奉迎場、同郡観音寺町奉迎場 | | [ 60 ] [ 59 ]               |
| 愛媛県             | 3月17日 - 21日      | 17日：宇摩郡川之江町奉迎場、同郡三島町奉迎場、新居浜市奉迎場、新居郡角野町奉迎場、西條市奉迎場 18日：今治市奉迎場、松山市奉迎場 20日：伊予郡郡中町奉迎場、八幡浜港、北宇和郡吉田町奉迎場、宇和島市奉迎場 21日：北宇和郡岩松町奉迎場、南宇和郡御荘町、同郡城辺町奉迎場 | 19日は行幸なし | [ 60 ] [ 59 ]               |
| 高知県             | 3月21日 - 25日      | 21日：幡多郡宿毛町奉迎場、片島港 22日：中村奉迎場、幡多郡大方町奉迎場、同郡白田川村奉迎場、高岡郡窪川町奉迎場、高知市奉迎場 23日：高知市 24日：長岡郡長岡村奉迎場、香美郡夜須町奉迎場、安芸郡安芸町奉迎場、室津港 25日：安芸郡佐喜浜村奉迎場、同郡甲浦町奉迎場 | | [ 60 ] [ 59 ]               |
| 徳島県             | 3月25日 - 29日      | 25日：海部郡奉迎場、那賀郡奉迎場、羽ノ浦町、勝浦郡奉迎場、同郡小松島町、徳島市奉迎場 27日：徳島市、板野郡奉迎場、鳴門市奉迎場 28日：名東郡奉迎場、名西郡奉迎場、麻植郡奉迎場、阿波郡奉迎場、三好郡奉迎場 29日：小松島港 | | [ 60 ] [ 59 ]               |
| 兵庫県             | 3月29日 - 30日      | 29日：洲本市奉迎場、津名郡奉迎場 30日：三原郡奉迎場 | 淡路島行幸、県としては2回目 30日は京都大宮御所泊                                                                    | [ 60 ] [ 59 ]               |
| （京都府）         | 3月31日             | | 移動のみ | [ 59 ]                      |
| 1951年（昭和26年） | 日付                | 主な行幸先 | 備考 | 出典                        |
| 京都府             | 11月11日 - 14日     | 11日：京都駅→京都大宮御所 12日：京都市（京都市・乙訓郡奉迎場）、宇治市（同市・久世村・綴喜郡民奉迎場） 13日：舞鶴市（東舞鶴奉迎場、西舞鶴奉迎場）、中郡峰山町（奥丹三郡民奉迎場） 14日：与謝郡宮津町（同郡・加佐郡民奉迎場）、何鹿郡綾部町（同郡・福知山市・天田郡・加佐郡市民奉迎場）、園部駅（船井郡・北桑田郡民奉迎場）、亀岡駅（南桑田郡・北桑田郡民奉迎場）                                  | 府としては2回目 11日は移動・宿泊のみ 11-13日は京都大宮御所泊                                                        | [ 61 ] [ 19 ]               |
| 滋賀県             | 11月15日 - 16日     | 15日：大津市、甲賀郡信楽町・水口町、神崎郡五個荘町 16日：彦根市、長浜市、伊香郡木之本町、高島郡今津町 | 16日は京都大宮御所泊                                                                                                | [ 61 ] [ 19 ]               |
| 京都府             | 11月18日            | 18日：相楽郡民奉迎場 | 17日は行幸なし、京都大宮御所泊 奈良県行幸の往路                                                                     | [ 61 ] [ 19 ]               |
| 奈良県             | 11月18日 - 19日     | 18日：奈良市（同市・添上郡奉迎場）、山辺郡奉迎場、高市郡奉迎場、磯城郡奉迎場、宇陀郡奉迎場、吉野郡奉迎場 19日：宇智郡五條町、南葛城郡奉迎場、大和高田市奉迎場、北葛城郡奉迎場、生駒郡奉迎場 | | [ 61 ] [ 19 ]               |
| 三重県             | 11月20日 - 24日     | 20日：上野市・名賀郡奉迎場、阿山郡奉迎場、亀山駅（鈴鹿郡奉迎場）、桑名市（同市・桑名郡・員弁郡奉迎場、四日市市奉迎場 21日：三重郡奉迎場、鈴鹿市奉迎場、河芸郡奉迎場、津市（同市・安濃郡奉迎場）、一志郡奉迎場 22日：松阪市（同市・飯南郡・多気郡奉迎場）、北牟婁郡尾鷲町（南牟婁郡奉迎場、北牟婁郡奉迎場） 24日：志摩郡志摩町（賢島、同郡奉迎場）、度会郡奉迎場、宇治山田市（同市・度会郡奉迎場） | 23日は行幸なし 25日は移動のみ                                                                                       | [ 61 ] [ 19 ]               |
| 1954年（昭和29年） | 日付                | 主な行幸先 | 備考 | 出典                        |
| 北海道             | 8月8日 - 23日       | | 香淳皇后同伴 |                             |

## 沖縄県について
戦後巡幸が行われた昭和20年代当時、同地はアメリカ合衆国による統治下にあったため、巡幸は不可能だった。
戦後は、沖縄県が沖縄戦による民間人被害が甚大であったことや、遡って琉球処分に対する県民感情から、1972年（昭和47年）の本土復帰後の記念植樹祭や翌1973年（昭和48年）の復帰記念沖縄特別国民体育大会（若夏国体）への行幸を行うことができなかった。
その後、皇太子明仁親王（当時）の尽力もあって、沖縄県民と皇室の関係が改善され、1987年（昭和62年）秋の第42回国民体育大会（海邦国体）では、ついに天皇自身の行幸が実現する予定だった。しかし、同年9月18日に発熱、翌19日には大量吐血となる等、天皇自身の不例が続き、同月28日には沖縄行幸が正式に中止された。同年10月24日、皇太子明仁親王が名代として国体開会式に出席した他、平和祈念堂で昭和天皇の「おことば」を代読した。天皇は、沖縄県民の労苦をねぎらい、行幸断念を「誠に残念でなりません」とした上で、回復次第「できるだけ早い時期に訪問したい」と表明した。
1989年（昭和64年）1月7日、昭和天皇は崩御し、沖縄行幸はついに叶わなかった。1921年（大正10年）の皇太子時代に欧州を歴訪した際、その往路、3月6日に沖縄本島に寄港し、約6時間余り滞在したのが、結果的に生涯唯一の訪問となった。